# The Partisans
The Partisans est un groupe de punk rock gallois formé à Bridgend, dans le sud du Pays de Galles, au début de 1978, alors que les quatre membres étaient au début de leur adolescence. Ils ont continué jusqu'en 1984, ayant plusieurs succès sur le UK Indie Chart . Le groupe se reforme à la fin des années 90.

## Histoire

### Formation
Le groupe s'est formé au début de 1978, avec une formation originale de Phil Stanton (chant), Rob "Spike" Harrington (guitare et chant), Andy Lealand (guitare), Mark "Shark" Harris (batterie) et Mark "Savage " Parsons (guitare basse). Parsons et Stanton sont partis en 1979, avec Harrington au chant et la petite amie de Lealand, Louise Wright, à la basse.
Influencé par les Sex Pistols, The Clash et The Ramones, le groupe a commencé à reprendre des tubes punk rock et a rapidement commencé à composer son propre répertoire.

### Premier single
Ils étaient le deuxième groupe signé sur le label No Future Records de Chris Berry, et leur premier album, le double face A "Police Story" / "Killing Machine" est sorti le 28 septembre 1981. Il a atteint le n ° 5 sur le UK Indie Chart, à la suite d'une tournée avec ses camarades de label Blitz, et avec le fort soutien de l'auteur de Sounds Garry Bushell. À la suite du succès de ce single, The Partisans a été inclus dans le troisième volume de la série de compilations Oi!Carry On Oi!, de Bushell  qui a atteint le n ° 60 sur le UK Albums Chart, et a remporté les places de concert du groupe avec Blitz, Peter and the Test Tube Babies et The Ejected, ainsi qu'une soirée 'No Future' au Zig Zag Club de Londres avec Red Alert, The Lombardos et Peter and the Test Tube Babies.

### Deuxième single et premier album
Le groupe sort son deuxième single, "17 Years of Hell", le 27 mai 1982, atteignant la deuxième place du classement Indie. Cela a été suivi par leur premier LP éponyme, sorti en février 1983 et a suscité de l'attention dans le milieu punk, à la fois dans la presse nationale et de la culture underground des fanzines.[réf. nécessaire]

### Deuxième album
Après le départ de Louise Wright, les membres restants ont déménagé à Bayswater dans l'ouest de Londres, avec le nouveau bassiste Dave Parsons pour relancer le groupe. Leur prochaine sortie était l' EP à trois titres Blind Ambition sur Cloak & Dagger Records, qui a culminé à la 23e place du classement Indie, et a été diffusé sur BBC Radio 1 . Le LP, Time Was Right, suivi en 1984, décrit comme " The Professionnals rencontrent The Clash " et atteignant le n ° 20 dans le classement indépendant. L'album contenait des enregistrements en direct d'un concert au Brixton Ace, au cours duquel The Partisans a soutenu Anthrax, Lost Cherrees, Conflict et d'autres.

### Séparation
Le groupe se sépare en 1984. Dave Parsons a plus tard connu un succès dans les charts avec Transvision Vamp et, même plus tard, un succès mondial avec Bush . Lealand a déménagé en Scandinavie . Lui et Harrington ont enregistré une autre session à la fin de 1989 pour Link Records sous le nom d'Agent Orange, y compris Iggi, alors partenaire de Lealand. À la fin des années 1990, Lealand et Harrington ont reformé le groupe avec deux amis suédois de Lealand, Magnus Neundorff et Mikael "Gustav" Gustavsson. Le groupe a signé avec le label américain TKO qui a sorti le single "So Neat" en 2001, suivi d'un nouvel album en 2004, Idiot Nation sur Dr. Strange.

### Reformation
En 2006, le groupe a effectué une tournée au Royaume-Uni avec un autre groupe de punk hardcore gallois Picture Frame Seduction et a joué au festival berlinois Punk n' Disorderly en 2007. Aucun autre projet n'est prévu pour jouer en direct, bien que le 27 novembre 2015, ils aient ouvert pour le groupe de glam rock italien Giuda à Orion, une salle de rock à Ciampino, une petite ville près de Rome .

## Discographie
Les classements affichés dans les charts proviennent du UK Indie Chart.

### Singles
- "Police Story" (1981) No Future (No. 5)
- "17 Years of Hell" (1982) No Future (No. 2)
- "Blind Ambition" (1983) Link Records/Cloak and Dagger (No. 23)
- "So Neat" (2001) TKO

### Albums
- The Partisans (1983) No Future (No. 5); (UK No. 94)[4]
- Time Was Right (1984) Link/Cloak and Dagger (No. 20)
- The Best of The Partisans (1999) Captain Oi!
- Idiot Nation (2004) Dr. Strange